# Scuola Grande Tedesca
La Scuola Grande Tedesca, o Scola Grande Tedesca, rappresenta il più antico luogo di culto ebraico a Venezia.

## Storia

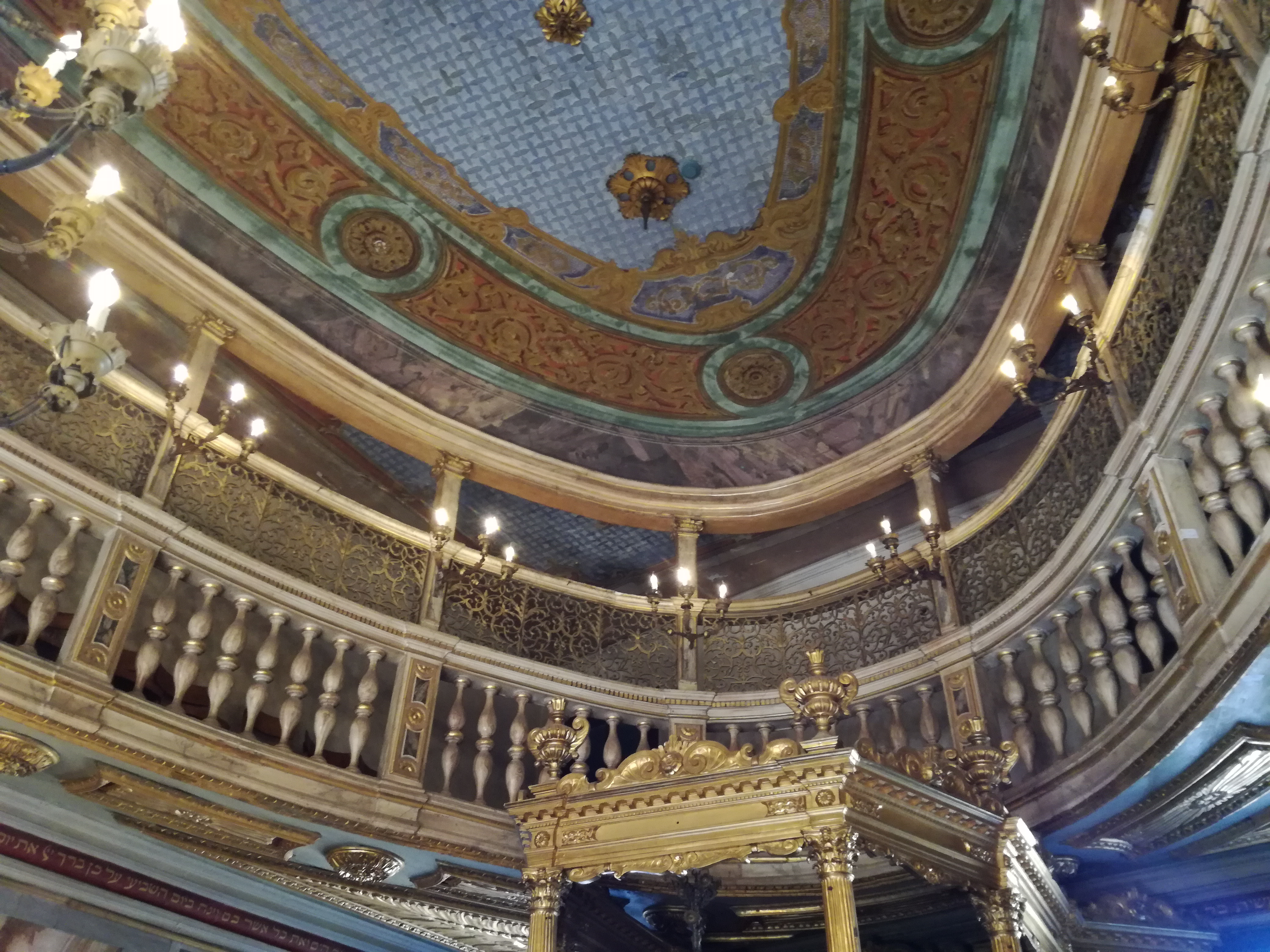
Matroneo

La sinagoga fu la prima a Venezia, fondata tra il 1528 e il 1529, e col passare dei secoli subì notevoli modifiche strutturali, in particolare nel XVIII secolo.

## Descrizione
Questa e le altre sinagoghe caratterizzano il ghetto veneziano ma la loro presenza è discreta perché difficilmente sono riconoscibili dall'esterno, mimetizzandosi con gli altri edifici. Solo entrando mostrano la ricchezza di quanto conservano.
La Scola si trova nel sestiere di Cannaregio, affacciata sul Campo del Ghetto Novo, a Venezia.
La grande sala interna è asimmetrica e si presenta in forma ellittica. Le pareti sono rivestite in legno, e lignei sono anche i banchi. Alle pareti sono poste varie iscrizioni sacre e in particolare i dieci comandamenti, che si trovano sull'accesso all'Arca. Il pulpito è sporgente nella sala.